# Ligue adriatique de basket-ball 2019-2020
 (juillet 2019).
Si vous disposez d'ouvrages ou d'articles de référence ou si vous connaissez des sites web de qualité traitant du thème abordé ici, merci de compléter l'article en donnant les références utiles à sa vérifiabilité et en les liant à la section « Notes et références ».
Navigation
2018-2019
| \| Aleksandrovac Bar Belgrade Koper Ljubljana Novo Mesto Podgorica Zadar Zagreb \| Localisation des clubs engagés dans le championnat. |
| Aleksandrovac Bar Belgrade Koper Ljubljana Novo Mesto Podgorica Zadar Zagreb                                                           |

L'ABA Liga 2019-2020 est la 19e édition de la ligue adriatique de basket-ball. La compétition rassemble, cette année, les 12 meilleurs clubs de basket-ball de l'ex-Yougoslavie.
Lors de cette saison, Crvena Zvezda mts défend son titre face à onze autres équipes.
Lors de la phase régulière, les 12 équipes engagées s'affrontent toutes en une série de 22 journées. Les quatre meilleures disputent des playoffs sous forme de demi-finales au meilleur des 3 matchs suivi d'une finale au meilleur des 5 matchs.
Le 12 mars 2020, la compétition est temporairement suspendue à cause de la pandémie de Covid-19. Le 27 mai 2020, la compétition est définitivement abandonnée.

## Formule de la compétition
Douze équipes s'affrontent lors de la saison régulière sous forme de matches aller-retour. Chaque formation dispute vingt-deux rencontres, soit onze à domicile et onze à l'extérieur. À la fin de la saison, les quatre meilleures équipes sont qualifiées pour les playoffs. Le vainqueur des playoffs est couronné champion de la ligue adriatique, tandis que le l'avant-dernier dispute les playouts face au finaliste de l'ABA Liga 2.
Les playoffs se déroulent en deux tours : demi-finales et finale.
Les demi-finales se déroulent au meilleur des trois manches. La première rencontre se joue chez l'équipe la mieux classée lors de la saison régulière, puis la seconde chez l'équipe la moins bien classée lors de la saison régulière, et l'éventuelle troisième à nouveau chez l'équipe la mieux classée. Si une équipe atteint les deux victoires avant le match 3, ce dernier n'est pas disputé.
La finale se déroule quant à elle au meilleur des cinq manches. La première rencontre se joue chez l'équipe la mieux classée lors de la saison régulière. Si une équipe atteint les trois victoires avant les matchs 4 ou 5, ces derniers ne sont pas disputés.
Les playouts se déroulent en un tour.
Les barrages se déroulent au meilleur des trois manches. La première rencontre se joue chez l'équipe de première division, puis la seconde chez l'équipe de deuxième division, et l'éventuelle troisième à nouveau chez l'équipe de première division. Si une équipe atteint les deux victoires avant le match 3, ce dernier n'est pas disputé.

## Clubs engagés

### Participants et localisation
Un total de douze équipes participent au championnat dont onze de la saison passée auxquelles a été ajouté le champion de deuxième division qui est Sixt Primorska.
Légende des couleurs
- Champion en titre
- Vice-champion en titre
- Promu

| Club              | Classement 2018-2019 | Entraîneur            | Depuis | Salle                        | Capacité théorique | Ville         |
| ----------------- | -------------------- | --------------------- | ------ | ---------------------------- | ------------------ | ------------- |
| Crvena Zvezda mts | 1er                  | Milan Tomić           | 2018   | Dvorana Aleksandar Nikolić   | 8 150              | Belgrade      |
| Budućnost VOLI    | 2e                   | Slobodan Subotić      | 2019   | Sportski centar Morača       | 4 570              | Podgorica     |
| Cedevita Olimpija | 3e                   | Slaven Rimac          | 2019   | Dvorana Stožice              | 12 480             | Ljubljana     |
| Partizan NIS      | 4e                   | Andrea Trinchieri     | 2018   | Štark Arena                  | 19 394             | Belgrade      |
| Mega Bemax        | 5e                   | Dejan Milojević       | 2012   | Hala sportova Ranko Žeravica | 5 000              | Belgrade      |
| FMP               | 6e                   | Vladimir Jovanović    | 2017   | KD FMP Železnik              | 3 000              | Belgrade      |
| Cibona            | 7e                   | Ivan Velić            | 2018   | KC Dražen Petrović           | 5 400              | Zagreb        |
| Igokea            | 8e                   | Aleksandar Trifunović | 2019   | Sportska dvorana Laktaši     | 3 050              | Aleksandrovac |
| Mornar            | 9e                   | Mihailo Pavićević     | 2017   | Sportski Centar Topolica     | 2 625              | Bar           |
| Krka              | 10e                  | Simon Petrov          | 2017   | ŠD Leona Štuklja Novo Mesto  | 2 500              | Novo Mesto    |
| Zadar             | 11e                  | Ante Nazor            | 2018   | Dvorana Krešimir Ćosić       | 9 000              | Zadar         |
| Sixt Primorska    | 1er (D2)             | Jurica Golemac        | 2017   | Arena Bonifika               | 5 000              | Koper         |

### Changements d'entraîneur
| Club              | Entraîneur partant | Motif            | Date de départ | Position   | Entraîneur arrivant   | Date d'arrivée |
| ----------------- | ------------------ | ---------------- | -------------- | ---------- | --------------------- | -------------- |
| Budućnost VOLI    | Jasmin Repeša      | Démission        | 23 avril 2019  | Pré-saison | Petar Mijović         | 24 avril 2019  |
| Igokea            | Dragan Nikolić     | Fin de contrat   | 30 avril 2019  | Pré-saison | Aleksandar Trifunović | 12 juin 2019   |
| Budućnost VOLI    | Petar Mijović      | Fin de l'intérim | 22 juin 2019   | Pré-saison | Slobodan Subotić      | 22 juin 2019   |
| Cedevita Olimpija | vacant             | -                | -              | Pré-saison | Slaven Rimac          | 8 juillet 2019 |

## Saison régulière

### Classement
| Rang | Équipe              | Pts | J | G | P | Pp | Pc | Diff |
| ---- | ------------------- | --- | - | - | - | -- | -- | ---- |
| 1    | Crvena Zvezda mts T | 0   | 0 | 0 | 0 | 0  | 0  |      |
| 2    | Cedevita Olimpija   | 0   | 0 | 0 | 0 | 0  | 0  |      |
| 3    | Budućnost VOLI F    | 0   | 0 | 0 | 0 | 0  | 0  |      |
| 4    | Partizan NIS        | 0   | 0 | 0 | 0 | 0  | 0  |      |
| 5    | Mega Bemax          | 0   | 0 | 0 | 0 | 0  | 0  |      |
| 6    | FMP                 | 0   | 0 | 0 | 0 | 0  | 0  |      |
| 7    | Cibona              | 0   | 0 | 0 | 0 | 0  | 0  |      |
| 8    | Igokea              | 0   | 0 | 0 | 0 | 0  | 0  |      |
| 9    | Mornar              | 0   | 0 | 0 | 0 | 0  | 0  |      |
| 10   | Krka                | 0   | 0 | 0 | 0 | 0  | 0  |      |
| 11   | Zadar               | 0   | 0 | 0 | 0 | 0  | 0  |      |
| 12   | Sixt Primorska P    | 0   | 0 | 0 | 0 | 0  | 0  |      |

| Légende :                             |
| - Qualification pour les playoffs     |
| - Qualification pour les playouts     |
| - Relégation en ABA Liga 2            |
| T : Tenant du titre                   |
| F : Finaliste de l'ABA Liga 2018-2019 |
| P : Promu de l'ABA Liga 2 2018-2019   |
| 0                                     |
| Source: aba-liga.com                  |

### Évolution du classement
| Équipe / Journée  | 1              | 2 | 3 | 4 | 5 | 6 | 7 | 8 | 9 | 10 | 11 | 12 | 13 | 14 | 15 | 16 | 17 | 18 | 19 | 20 | 21 | 22 | En tête | Playoffs | Relégation |
| ----------------- | -------------- | - | - | - | - | - | - | - | - | -- | -- | -- | -- | -- | -- | -- | -- | -- | -- | -- | -- | -- | ------- | -------- | ---------- |
| Équipe / Journée  | Budućnost VOLI |   |   |   |   |   |   |   |   |    |    |    |    |    |    |    |    |    |    |    |    |    |         |          |            |
| Cedevita Olimpija |                |   |   |   |   |   |   |   |   |    |    |    |    |    |    |    |    |    |    |    |    |    |         |          |            |
| Cibona            |                |   |   |   |   |   |   |   |   |    |    |    |    |    |    |    |    |    |    |    |    |    |         |          |            |
| Crvena Zvezda mts |                |   |   |   |   |   |   |   |   |    |    |    |    |    |    |    |    |    |    |    |    |    |         |          |            |
| FMP               |                |   |   |   |   |   |   |   |   |    |    |    |    |    |    |    |    |    |    |    |    |    |         |          |            |
| Igokea            |                |   |   |   |   |   |   |   |   |    |    |    |    |    |    |    |    |    |    |    |    |    |         |          |            |
| Krka              |                |   |   |   |   |   |   |   |   |    |    |    |    |    |    |    |    |    |    |    |    |    |         |          |            |
| Mega Bemax        |                |   |   |   |   |   |   |   |   |    |    |    |    |    |    |    |    |    |    |    |    |    |         |          |            |
| Mornar            |                |   |   |   |   |   |   |   |   |    |    |    |    |    |    |    |    |    |    |    |    |    |         |          |            |
| Partizan NIS      |                |   |   |   |   |   |   |   |   |    |    |    |    |    |    |    |    |    |    |    |    |    |         |          |            |
| Sixt Primorska    |                |   |   |   |   |   |   |   |   |    |    |    |    |    |    |    |    |    |    |    |    |    |         |          |            |
| Zadar             |                |   |   |   |   |   |   |   |   |    |    |    |    |    |    |    |    |    |    |    |    |    |         |          |            |

### Matches de la saison régulière
| Résultats (dom.\ext.)                                              | BUD | CED | CIB | CZV | FMP | IGO | KRK | MEG | MOR | PAR | SIX | ZAD |
| Budućnost VOLI                                                     |     | -   | -   | -   | -   | -   | -   | -   | -   | -   | -   | -   |
| Cedevita Olimpija                                                  | -   |     | -   | -   | -   | -   | -   | -   | -   | -   | -   | -   |
| Cibona                                                             | -   | -   |     | -   | -   | -   | -   | -   | -   | -   | -   | -   |
| Crvena Zvezda mts                                                  | -   | -   | -   |     | -   | -   | -   | -   | -   | -   | -   | -   |
| FMP                                                                | -   | -   | -   | -   |     | -   | -   | -   | -   | -   | -   | -   |
| Igokea                                                             | -   | -   | -   | -   | -   |     | -   | -   | -   | -   | -   | -   |
| Krka                                                               | -   | -   | -   | -   | -   | -   |     | -   | -   | -   | -   | -   |
| Mega Bemax                                                         | -   | -   | -   | -   | -   | -   | -   |     | -   | -   | -   | -   |
| Mornar                                                             | -   | -   | -   | -   | -   | -   | -   | -   |     | -   | -   | -   |
| Partizan NIS                                                       | -   | -   | -   | -   | -   | -   | -   | -   | -   |     | -   | -   |
| Sixt Primorska                                                     | -   | -   | -   | -   | -   | -   | -   | -   | -   | -   |     | -   |
| Zadar                                                              | -   | -   | -   | -   | -   | -   | -   | -   | -   | -   | -   |     |
| - Victoire à domicile - Victoire à l'extérieur - Match non disputé |     |     |     |     |     |     |     |     |     |     |     |     |

## Playoffs
|  | Demi-finales | Demi-finales | Demi-finales | Demi-finales | Demi-finales |  |  | Finale | Finale | Finale | Finale | Finale | Finale | Finale |  |  |  |  |  |  |  |
|  |              |              |              |              |              |  |  |        |        |        |        |        |        |        |  |  |  |  |  |  |  |
|  | 1            |              |              |              |              |  |  |        |        |        |        |        |        |        |  |  |  |  |  |  |  |
|  | 4            |              |              |              |              |  |  |        |        |        |        |        |        |        |  |  |  |  |  |  |  |
|  |              |              |              |              |              |  |  |        |        |        |        |        |        |        |  |  |  |  |  |  |  |
|  |              |              |              |              |              |  |  |        |        |        |        |        |        |        |  |  |  |  |  |  |  |
|  |              |              |              |              |              |  |  |        |        |        |        |        |        |        |  |  |  |  |  |  |  |
|  | 2            |              |              |              |              |  |  |        |        |        |        |        |        |        |  |  |  |  |  |  |  |
|  |              |              |              |              |              |  |  |        |        |        |        |        |        |        |  |  |  |  |  |  |  |
|  | 3            |              |              |              |              |  |  |        |        |        |        |        |        |        |  |  |  |  |  |  |  |

## Playouts
|  | Barrage de relégation |  |  |  |
|  |                       |  |  |  |
|  |                       |  |  |  |
|  |                       |  |  |  |

## Récompenses

### Récompenses de la saison
- Meilleur joueur :   ( )
- Meilleur joueur des playoffs :   ( )
- Meilleur jeune joueur (joueur de moins de 22 ans) :    ( )

- Premier cinq majeurs :

| Meilleur cinq majeur d'ABA Liga | Meilleur cinq majeur d'ABA Liga | Meilleur cinq majeur d'ABA Liga |
| Position                        | Joueur                          | Équipe                          |
| ------------------------------- | ------------------------------- | ------------------------------- |
| Meneur                          |                                 |                                 |
| Arrière                         |                                 |                                 |
| Ailier                          |                                 |                                 |
| Ailier fort                     |                                 |                                 |
| Pivot                           |                                 |                                 |

### Trophées mensuels
| Mois     | Joueur | Équipe |
| -------- | ------ | ------ |
| Octobre  |        |        |
| Novembre |        |        |
| Décembre |        |        |
| Janvier  |        |        |
| Février  |        |        |

### Trophées hebdomadaires

#### MVP par journée
| Journée | Joueur | Équipe | Évaluation |
| ------- | ------ | ------ | ---------- |
| 1       |        |        |            |
| 2       |        |        |            |
| 3       |        |        |            |
| 4       |        |        |            |
| 5       |        |        |            |
| 6       |        |        |            |
| 7       |        |        |            |
| 8       |        |        |            |
| 9       |        |        |            |
| 10      |        |        |            |
| 11      |        |        |            |
| 12      |        |        |            |
| 13      |        |        |            |
| 14      |        |        |            |
| 15      |        |        |            |
| 16      |        |        |            |
| 17      |        |        |            |
| 18      |        |        |            |
| 19      |        |        |            |
| 20      |        |        |            |
| 21      |        |        |            |
| 22      |        |        |            |

#### MVP par match des playoffs
| Journée | Joueur | Équipe | Évaluation |
| ------- | ------ | ------ | ---------- |
| 1       |        |        |            |
| 2       |        |        |            |
| 3       |        |        |            |
| 4       |        |        |            |
| 5       |        |        |            |
| 6       |        |        |            |
| 7       |        |        |            |
| 8       |        |        |            |

## Leaders statistiques de la saison régulière
| Joueur | Club | Moyenne |
| ------ | ---- | ------- |
|        |      |         |
|        |      |         |
|        |      |         |
|        |      |         |
|        |      |         |

| Joueurs | Club | Moyenne |
| ------- | ---- | ------- |
|         |      |         |
|         |      |         |
|         |      |         |
|         |      |         |
|         |      |         |

| Joueur | Club | Moyenne |
| ------ | ---- | ------- |
|        |      |         |
|        |      |         |
|        |      |         |
|        |      |         |
|        |      |         |

| Joueur | Club | Moyenne |
| ------ | ---- | ------- |
|        |      |         |
|        |      |         |
|        |      |         |
|        |      |         |
|        |      |         |

| Joueur | Club | Moyenne |
| ------ | ---- | ------- |
|        |      |         |
|        |      |         |
|        |      |         |
|        |      |         |
|        |      |         |